# Albert W. Johnson

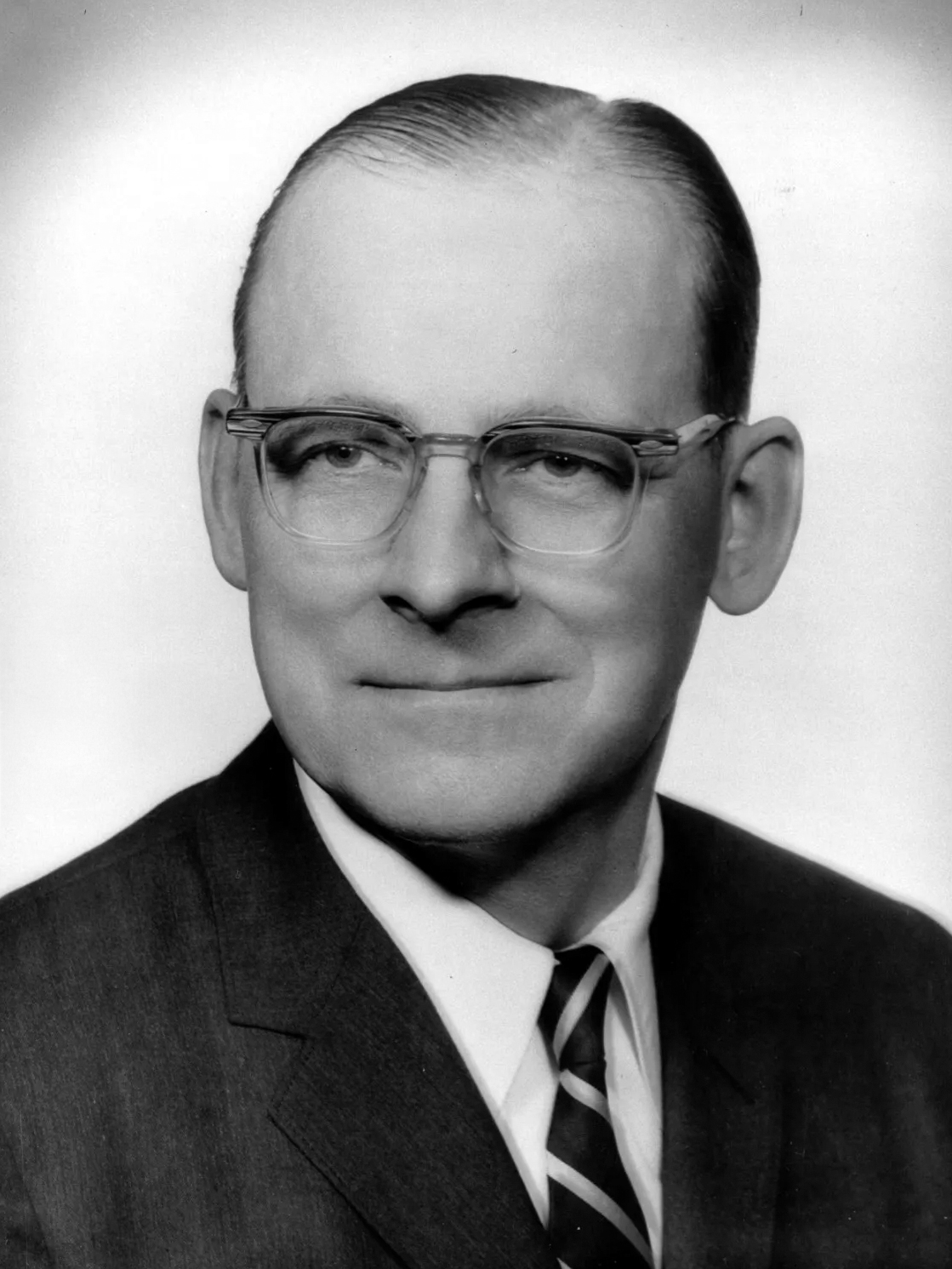
Albert W. Johnson

Albert Walter Johnson (* 17. April 1906 in Smethport, McKean County,  Pennsylvania; † 1. September 1998 in Boca Raton, Florida) war ein US-amerikanischer Politiker. Zwischen 1963 und 1977 vertrat er den Bundesstaat Pennsylvania im US-Repräsentantenhaus.

## Werdegang
Albert Johnson besuchte bis 1923 die Smethport High School. Zwischen 1926 und 1929 absolvierte er die zur University of Pennsylvania gehörende Wharton School. In den Jahren 1933 und 1934 saß er im Gemeinderat von Smethport. Nach einem Jurastudium an der Stetson University in DeLand und seiner 1939 erfolgten Zulassung als Rechtsanwalt begann er in Smethport in diesem Beruf zu arbeiten. Politisch wurde er Mitglied der Republikanischen Partei. Zwischen 1947 und 1963 war er Abgeordneter im Repräsentantenhaus von Pennsylvania. In dieser Zeit führte er zeitweise die republikanische Fraktion.
Nach dem Tod des Abgeordneten Leon H. Gavin wurde Johnson bei der fälligen Nachwahl für den 23. Sitz von Pennsylvania als dessen Nachfolger in das US-Repräsentantenhaus in Washington, D.C. gewählt, wo er am 5. November 1963 sein neues Mandat antrat. Nach sechs Wiederwahlen konnte er bis zum 3. Januar 1977 im Kongress verbleiben. In diese Zeit fielen unter anderem der Vietnamkrieg, die Bürgerrechtsbewegung und 1974 die Watergate-Affäre. Im Jahr 1976 wurde er nicht wiedergewählt.
Nach dem Ende seiner Zeit im US-Repräsentantenhaus ist Albert Johnson politisch nicht mehr in Erscheinung getreten. Er starb am 1. September 1998 im Alter von 92 Jahren in Boca Raton.